# مزرعه (مجموعه تلویزیونی ۲۰۰۶)
مزرعه (لهستانی: Ranczo) یک مجموعهٔ تلویزیونی کمدی-درام  لهستانی است که در سال ۲۰۰۶ منتشر شد.
داستان سریال دربارهٔ لوسی ویلسکا، یک لهستانی-آمریکایی است که خانه روستایی مادربزرگش را در دهکده کوچک خیالی «ویلکوویه» به ارث برده‌است. او با نیتِ فروش کلبه به «ویلکوویه» می‌رسد، اما پس از دیدن جذابیت روستا، تصمیم می‌گیرد در آنجا بماند.

## گزیدهٔ بازیگران
- ایلونا اوستروفسکا
- پاوئو کرولیکوفسکی
- سزاری ژاک
- ویولتا آرلاک
- آرتور بارچیش
- مارتا لیپینسکا
- ماگدالنا کوتا
- بوگدان کالوس
- سیلوستر ماچیفسکی
- دوروتا نوواکوفسکا
- کریستینا رودکوفسکا-اوله‌ویچ
- ویسواف کوماسا
- پاوئو نوویش
- آنا وویتون
- ماتئوش روشین
- پیوتر پرنگوفسکی
- پیوتر چیرووس
- فرانچیشک پیچکا
- هنریک نیه‌بودک
- شیمون کوشمیدر
- دانوتا بورسوک
- تادئوش وویتیخ
- آرکادیوش نادر
- تادئوش هانوسِک
- لئون نیمچیک
- کاتاژینا ژاک
- بئاتا اُلگا کووالسکا
- مارتا خودوروفسکا
- کشیشتف چچوت
- گژگوش وُنس
- دوروتا خوتتسکا
- یاتسک کاوالتس
- مودست روچینسکی
- ماگدالنا والیگورسکا-لیشیتسکا
- الژبیتا رومانوفسکا
- وویچیخ ویسوتسکی
- بارتومیئی کاسپشیکوفسکی
- گراژینا ژیلینسکا
- ویکتور زبوروفسکی
- آنا ایبرسر
- هالینا بِدناش
- لئون خارویچ
- توماش ساپریک
- سواوومیر اوژخوفسکی
- داریوش شیاستاچ
- پاتریتسیا کازادی
- میکووای کراوچیک
- اِوا کوریئوا
- امیلیا کومارنیتسکا-کلینسترا
- لیدیا سادووا
- پیوتر بوروفسکی
- سباستیان استانکیه‌ویچ
- آندژی آندژیفسکی
- دوبرومیر دیمتسکی
- ماگدالنا کاتسپشاک